# Kafka am Strand
Kafka am Strand (jap. 海辺のカフカ, Umibe no Kafuka) ist ein Roman des japanischen Autors Haruki Murakami, der am 12. September 2002 in zwei Bänden beim Verlag Shinchōsha erschienen ist. Die japanische Taschenbuchausgabe folgte 2005. Innerhalb des ersten Monats nach seiner Veröffentlichung wurden in Japan 500.000 Exemplare verkauft. Es folgten Übersetzungen in mehrere Sprachen, darunter 2004 eine deutsche von Ursula Gräfe beim DuMont Verlag. Der Stil ist durch einen magischen Realismus charakterisiert, da neben realistischer Darstellungsweise auch phantastische Elemente eingebaut werden.
In seinem 2015 veröffentlichten und im Folgejahr in deutscher Übersetzung erschienenen Buch Von Beruf Schriftsteller gab Murakami an, den Großteil des Romans auf der zu Hawaii gehörenden Insel Kauai geschrieben und von April bis Oktober 2001 an dem Projekt gearbeitet zu haben.

## Inhalt
Murakami erzählt abwechselnd in zwei zeitlich parallel verlaufenden Handlungssträngen die Geschichte seiner Protagonisten: in der Ich-Form und im Präsens die des fünfzehnjährigen Kafka Tamura und in der Er-Form und im Präteritum die des ca. 65-jährigen Satoru Nakata. Beide begegnen sich nie persönlich, sind aber schicksalhaft miteinander verbunden. Sie brechen unabhängig voneinander von ihrem Wohnort Tokyo-Nogata auf und reisen nach Takamatsu auf der Insel Shikoku. 
Der Jugendliche mit dem selbstgewählten Vornamen reißt von zuhause und dem Schulalltag aus. Im Grunde flieht er jedoch vor einer Ödipus-Prophezeiung seines Vaters, er werde ihn töten und mit seiner Mutter und Schwester, die vor elf Jahren die Familie verlassen haben, schlafen. Zugleich unternimmt er eine Suchreise der Selbstfindung und Persönlichkeitsentwicklung. Begleitet wird er von einer Figur namens Krähe, die nur in wichtigen Situationen eine Vogelgestalt annimmt. Meist spricht sie, und dann ändert sich meist das Schriftbild zu Großbuchstaben, als innere Stimme Kafkas Ängste an, gibt ihm Ratschläge oder spricht ihm Mut zu: „Von nun an wirst du zum stärksten fünfzehnjährigen Jungen der Welt […] DERJENIGE, DER AUS DEM SANDSTURM KOMMT, IST NICHT MEHR DERJENIGE, DER DURCH IHN DURCHGEGANGEN IST“ (Einleitung). Auf der Busreise  macht Kafka die Bekanntschaft von Sakura, einer jungen Frau, die altersmäßig seine sechs Jahre ältere Adoptivschwester sein könnte. Sie sind einander auf Anhieb sympathisch und versprechen sich am Romanende, in Kontakt miteinander zu bleiben. Kafkas Reiseziel ist die  Komura-Gedächtnisbibliothek in Takamatsu, wo er seine Lektürekenntnisse erweitern will. Hier trifft er auf die Leiterin Saeki, seine mutmaßliche Mutter, die als Mädchen mit dem Sohn des Hauses befreundet war, und auf ihren Assistenten Oshima, der sein Berater und Lebensführer wird. Dieser erkennt ihn sofort als Bücherliebhaber und stellt ihn als Helfer an, wodurch er in der Villa wohnen darf, bezeichnenderweise in Saekis früherem Liebeszimmer. Oshima, ein Mann in einem Frauenkörper, erklärt Kafka die Welt: „Neben der Welt, in der wir leben, existiert stets noch eine andere, die wir bis zu einem gewissen Punkt betreten, und aus der wir dennoch wieder heil zurückgelangen können […] Doch wenn eine gewisse Grenze überschritten ist, gibt es kein Zurück mehr […] Das Prinzip des Labyrinths spiegelt dein eigenes Inneres wider, das wiederum ein Spiegel der labyrinthischen Eigenschaften deiner Außenwelt ist“ (Kp. 37).
Oshima bringt Kafka, als er nach dem Tod seines Vaters polizeilich gesucht wird, in den Wald von Kochi und setzt ihn auf die Spur zu dem eigentlichen Ziel seiner Reise: Limbo, eine Zwischenwelt. Hier besuchen ihn die Seelen der fünfzehnjährigen und der fünfzigjährigen Saeki. Mit beiden hatte er zuvor in seinem Zimmer neben der Bibliothek nachts tranceartig bzw. in seinen Träumen Sex, ebenso mit Sakura, bei der er nach einem surrealen Zwischenfall kurzzeitig Unterschlupf findet. So hat sich die Prophezeiung des Vaters erfüllt, obwohl die wahre Identität der Frauen im Roman nie klar ausgesprochen wird (Kp. 47: „Bist du meine Mutter? […] Du solltest die Antwort kennen“, sagt Saeki-san […] „Du warst es, den ich verlassen musste. Kafka, kannst du mir vergeben?“). Die Familienbeziehung der Personen wird jedoch immer wieder durch zeitliche Übereinstimmungen angedeutet. Außerdem ist der Name Kafka für die labyrinthische Situation der Protagonisten bezeichnend: Der Junge wählt ihn programmatisch erst auf seiner Flucht, Saeki hat als Neunzehnjährige ein Lied mit dem Titel „Kafka am Strand“ komponiert und gesungen, das ihre Lebenssituation spiegelt und ihr Schicksal vorausdeutet. Zudem hängt ein Bild  mit diesem Titel im Zimmer, in dem sie als Fünfzehnjährige und ihr Freund sich liebten und das sie nachts aufsucht, um sich mit seinem Stellvertreter, dem fünfzehnjährigen Kafka, zu vereinigen.
Im Seelenwald steht Kafka vor der Entscheidung, ob er bleiben und zunehmend seine Erinnerung verlieren oder ins Leben zurückkehren will. Saeki ist auf dem Weg in die andere Welt, sie rät ihm zum Weiterleben und nährt ihn für den Rückweg durch den Wald mit ihrem Blut. Er reist am Ende des Romans nach Tokyo zurück und will seine Mittelschule abschließen.
Noch deutlicher als in den Kafka-Kapiteln greift im zweiten Handlungsstrang die magische Welt als schicksalshafte Kraft in die Realität ein. Nakata hat als Volksschulkind durch ein rätselhaftes Ereignis während des Zweiten Weltkrieges sein Gedächtnis sowie seine Fähigkeit zu schreiben, zu lesen und komplexe Vorgänge zu verstehen verloren, dafür kann er mit Katzen sprechen und surreale Vorgänge, wie den Regen von Fischen und Blutegeln vorhersehen. Er lebt von seiner kleinen Rente und von Nebeneinkünften als Katzensucher. Magische Kräfte lenken ihn und treiben ihn zu seinen Handlungen an. Als Medium tötet er indirekt Kafkas dominanten egozentrischen Vater Ko’ichi, einen berühmten Bildhauer, in Nogata und muss schnell aus der Stadt verschwinden. Beim Mord verbinden sich surreal drei Ereignisse an verschiedenen Orten. Zum Zeitpunkt des Todes wacht Kafka blutüberströmt nachts in Takamatsu aus seiner Bewusstlosigkeit auf, während Nakata in Nogata nicht weit vom Tatort entfernt von einer dämonischen Macht, die in der Gestalt und im Outfit der Reklamefigur Johnnie Walkers auftritt und triebhaft Katzen schlachtet, gezwungen wird, sie zu erstechen.
Auf seiner Reise schließt sich Nakata der Truckfahrer Hoshino an und unterstützt ihn bei seinen Aktionen. Denn er erhält nach und nach rätselhafte Aufträge, die er nicht versteht und ohne den kräftigen Freund nicht ausführen könnte. V. a. muss er den  magischen Eingangsstein finden und umdrehen, um für Kafka den Zugang zum Seelenreich zu ermöglichen, und Saeki in der Bibliothek aufsuchen, um ihr den Stellvertretermord mitzuteilen, wodurch er sie an ihre Schuld erinnert. Sie gibt zu, als Zwanzigjährige aus Schmerz über den Tod ihres Geliebten den Eingangsstein gelöst, das Zwischenreich betreten, nur in ihren Erinnerungen konserviert gelebt und sich von den Menschen, u. a. später von ihrem Sohn abgewandt zu haben (Kp.31,  42, 47). Nach diesem Gespräch stirbt sie, und ihre Seele trifft im Walddorf Limbo auf Kafka. Nakata hat damit seine Mission erfüllt. Nach seinem Tod quillt die dämonische Macht, die sich in ihm eingenistet hat, als weiße unförmige Masse aus seinem Mund heraus und will den Eingangsstein erobern, wird aber daran von Hoshino gehindert, indem er den Stein wendet und damit die Öffnung zur anderen Welt verschließt, um verschiedene Dinge wieder so einzurichten, wie sie sein sollen. Dann zerstückelt er das Wesen und verbrennt es.

## Rezeption
Der Großteil der Kritiker war von dem Roman angetan. So war das Buch etwa in der Liste der besten zehn Bücher 2005 der New York Times enthalten. 2006 gewann Kafka am Strand den World Fantasy Award.
Jörg Magenau lobte in einer Besprechung in der Frankfurter Allgemeinen Zeitung, Murakami schaffe es, „westlichen Individualisierungswunsch und fernöstliche Ganzheitlichkeit miteinander zu versöhnen, Freiheit und Notwendigkeit zugleich zu propagieren.“ Murakami sei ein „freundlicher Erzähler“ und seine Werke seien eigentlich „Jugendbücher für Erwachsene“. Burkhard Müller schrieb in der Süddeutschen Zeitung, dass dem Buch wegen des ständigen Wechsels zwischen den beiden Erzählebenen die Spannung gegen Ende verloren gehe, es aber trotzdem vor allem junge Leser ansprechen dürfte. „Denn davon, wie es ist, verlassen zu sein, und auf welche überraschende Weise man aus dieser typischen Falle des Anfangs herauskommt, davon kann niemand so schreiben wie Murakami.“

## Ausgaben
- Kafka am Strand. DuMont Literatur und Kunst Verlag, Köln 2004, ISBN 3-442-73323-5.